# Rennrodel-Weltcup 2012/13
Der Rennrodel-Weltcup 2012/13 wurde in neun Weltcup-Rennen an acht Orten ausgetragen. Der Saisonauftakt fand am 24. November 2012 im österreichischen Igls statt, das Weltcup-Finale am 23. Februar 2013 im russischen Sotschi auf der Olympiabahn der Olympischen Winterspiele 2014. Höhepunkt der Saison waren die Rennrodel-Weltmeisterschaften 2013, die am 1. und 2. Februar 2013 im Whistler Sliding Centre im kanadischen Whistler, British Columbia ausgetragen wurde. Der ursprünglich Cesana (Italien) vorgesehene zweite Weltcup wurde nach Königssee verlegt, sodass der Weltcup im Winter 2012/2013 dort zweimal Station machte. Wie im Jahr zuvor wurde die jetzt jährlich ausgetragene Rennrodel-Europameisterschaft im Rahmen eines Weltcup-Wochenendes ausgetragen. Dadurch wurde der Stellenwert der bisher eher zweitrangigen Europameisterschaft erhöht.

## Weltcupergebnisse
| Datum                                                                 | Ort                                     | Disziplin    | Sieger                                                                | Zweiter                                                                           | Dritter                                                                           |
| --------------------------------------------------------------------- | --------------------------------------- | ------------ | --------------------------------------------------------------------- | --------------------------------------------------------------------------------- | --------------------------------------------------------------------------------- |
| 24. bis 25. November 2012                                             | Innsbruck-Igls                          | Frauen       | Anke Wischnewski                                                      | Natalie Geisenberger                                                              | Alex Gough                                                                        |
| 24. bis 25. November 2012                                             | Innsbruck-Igls                          | Männer       | Felix Loch                                                            | David Möller                                                                      | Johannes Ludwig                                                                   |
| 24. bis 25. November 2012                                             | Innsbruck-Igls                          | Doppelsitzer | Tobias Wendl Tobias Arlt                                              | Toni Eggert Sascha Benecken                                                       | Peter Penz Georg Fischler                                                         |
| 24. bis 25. November 2012                                             | Innsbruck-Igls                          | Staffel      | DeutschlandAnke Wischnewski David Möller Tobias Wendl Tobias Arlt     | KanadaAlex Gough Samuel Edney Tristan Walker Justin Snith                         | ItalienSandra Gasparini Dominik Fischnaller Christian Oberstolz Patrick Gruber    |
| 1. bis 2. Dezember 2012                                               | Cesana Torinese Verlegt nach: Königssee | Frauen       | Natalie Geisenberger                                                  | Tatjana Hüfner                                                                    | Alex Gough                                                                        |
| 1. bis 2. Dezember 2012                                               | Cesana Torinese Verlegt nach: Königssee | Männer       | Andi Langenhan                                                        | Felix Loch                                                                        | David Möller                                                                      |
| 1. bis 2. Dezember 2012                                               | Cesana Torinese Verlegt nach: Königssee | Doppelsitzer | Tobias Wendl Tobias Arlt                                              | Toni Eggert Sascha Benecken                                                       | Andreas Linger Wolfgang Linger                                                    |
| 8. bis 9. Dezember 2012                                               | Altenberg                               | Frauen       | Natalie Geisenberger                                                  | Anke Wischnewski                                                                  | Corinna Martini                                                                   |
| 8. bis 9. Dezember 2012                                               | Altenberg                               | Männer       | Felix Loch                                                            | Andi Langenhan                                                                    | Johannes Ludwig                                                                   |
| 8. bis 9. Dezember 2012                                               | Altenberg                               | Doppelsitzer | Tobias Wendl Tobias Arlt                                              | Peter Penz Georg Fischler                                                         | Toni Eggert Sascha Benecken                                                       |
| 8. bis 9. Dezember 2012                                               | Altenberg                               | Staffel      | DeutschlandNatalie Geisenberger Felix Loch Tobias Wendl Tobias Arlt   | ÖsterreichNina Reithmayer Wolfgang Kindl Peter Penz Georg Fischler                | RusslandTatjana Iwanowa Albert Demtschenko Wladislaw Juschakow Wladimir Machnutin |
| 15. bis 16. Dezember 2012                                             | Sigulda                                 | Frauen       | Tatjana Iwanowa                                                       | Natalie Geisenberger                                                              | Anke Wischnewski                                                                  |
| 15. bis 16. Dezember 2012                                             | Sigulda                                 | Männer       | Albert Demtschenko                                                    | Armin Zöggeler                                                                    | Felix Loch                                                                        |
| 15. bis 16. Dezember 2012                                             | Sigulda                                 | Doppelsitzer | Tobias Wendl Tobias Arlt                                              | Peter Penz Georg Fischler                                                         | Christian Oberstolz Patrick Gruber                                                |
| 15. bis 16. Dezember 2012                                             | Sigulda                                 | Staffel      | DeutschlandNatalie Geisenberger Felix Loch Tobias Wendl Tobias Arlt   | ItalienSandra Gasparini Armin Zöggeler Christian Oberstolz Patrick Gruber         | RusslandTatjana Iwanowa Albert Demtschenko Pawel Kusmitsch Boris Kuryschkin       |
| 5. bis 6. Januar 2012                                                 | Königssee                               | Frauen       | Natalie Geisenberger                                                  | Carina Schwab                                                                     | Aileen Frisch                                                                     |
| 5. bis 6. Januar 2012                                                 | Königssee                               | Männer       | David Möller                                                          | Albert Demtschenko                                                                | Dominik Fischnaller                                                               |
| 5. bis 6. Januar 2012                                                 | Königssee                               | Doppelsitzer | Tobias Wendl Tobias Arlt                                              | Toni Eggert Sascha Benecken                                                       | Peter Penz Georg Fischler                                                         |
| 5. bis 6. Januar 2012                                                 | Königssee                               | Staffel      | DeutschlandNatalie Geisenberger David Möller Tobias Wendl Tobias Arlt | KanadaAlex Gough Samuel Edney Tristan Walker Justin Snith                         | ÖsterreichNina Reithmayer Daniel Pfister Peter Penz Georg Fischler                |
| 12. bis 13. Januar 2013                                               | Oberhof (zugleich EM 2013)              | Frauen       | Natalie Geisenberger                                                  | Tatjana Hüfner                                                                    | Anke Wischnewski                                                                  |
| 12. bis 13. Januar 2013                                               | Oberhof (zugleich EM 2013)              | Männer       | Felix Loch                                                            | Andi Langenhan                                                                    | Johannes Ludwig                                                                   |
| 12. bis 13. Januar 2013                                               | Oberhof (zugleich EM 2013)              | Doppelsitzer | Toni Eggert Sascha Benecken                                           | Tobias Wendl Tobias Arlt                                                          | Peter Penz Georg Fischler                                                         |
| 19. bis 20. Januar 2013                                               | Winterberg                              | Frauen       | Natalie Geisenberger                                                  | Anke Wischnewski                                                                  | Tatjana Hüfner                                                                    |
| 19. bis 20. Januar 2013                                               | Winterberg                              | Männer       | David Möller                                                          | Felix Loch                                                                        | Armin Zöggeler                                                                    |
| 19. bis 20. Januar 2013                                               | Winterberg                              | Doppelsitzer | Andreas Linger Wolfgang Linger                                        | Toni Eggert Sascha Benecken                                                       | Christian Oberstolz Patrick Gruber                                                |
| 1. bis 2. Februar 2013 Rennrodel-Weltmeisterschaften 2013 in Whistler |                                         |              |                                                                       |                                                                                   |                                                                                   |
| 8. bis 9. Februar 2013                                                | Lake Placid (zugleich APM 2013)         | Frauen       | Natalie Geisenberger                                                  | Julia Clukey                                                                      | Alex Gough                                                                        |
| 8. bis 9. Februar 2013                                                | Lake Placid (zugleich APM 2013)         | Männer       | Armin Zöggeler                                                        | Dominik Fischnaller                                                               | David Mair                                                                        |
| 8. bis 9. Februar 2013                                                | Lake Placid (zugleich APM 2013)         | Doppelsitzer | Tobias Wendl Tobias Arlt                                              | Peter Penz Georg Fischler                                                         | Christian Oberstolz Patrick Gruber                                                |
| 8. bis 9. Februar 2013                                                | Lake Placid (zugleich APM 2013)         | Staffel      | DeutschlandNatalie Geisenberger Ralf Palik Tobias Wendl Tobias Arlt   | Vereinigte StaatenJulia Clukey Chris Mazdzer Matthew Mortensen Preston Griffall   | ItalienSandra Gasparini Armin Zöggeler Christian Oberstolz Patrick Gruber         |
| 23. bis 24. Februar 2013                                              | Sotschi                                 | Frauen       | Tatjana Hüfner                                                        | Natalie Geisenberger                                                              | Anke Wischnewski                                                                  |
| 23. bis 24. Februar 2013                                              | Sotschi                                 | Männer       | Andi Langenhan                                                        | Albert Demtschenko                                                                | David Möller                                                                      |
| 23. bis 24. Februar 2013                                              | Sotschi                                 | Doppelsitzer | Tobias Wendl Tobias Arlt                                              | Peter Penz Georg Fischler                                                         | Andris Šics Juris Šics                                                            |
| 23. bis 24. Februar 2013                                              | Sotschi                                 | Staffel      | DeutschlandTatjana Hüfner Andi Langenhan Tobias Wendl Tobias Arlt     | RusslandTatjana Iwanowa Albert Demtschenko Wladislaw Juschakow Wladimir Machnutin | KanadaAlex Gough Samuel Edney Tristan Walker Justin Snith                         |

## Gesamtwertung

### Weltcupstand im Einsitzer der Frauen
| Rang | Name                                                     | Land               | IGL | KÖN | ALT | SIG | KÖN | OBE | WIN | LAP | SOT | Punkte |
| ---- | -------------------------------------------------------- | ------------------ | --- | --- | --- | --- | --- | --- | --- | --- | --- | ------ |
| 1    | Natalie Geisenberger                                     | Deutschland        | 2   | 1   | 1   | 2   | 1   | 1   | 1   | 1   | 2   | 855    |
| 2    | Anke Wischnewski                                         | Deutschland        | 1   | 4   | 2   | 3   | 5   | 3   | 2   | 4   | 3   | 655    |
| 3    | Tatjana Hüfner                                           | Deutschland        | 4   | 2   | 5   | 4   | –   | 2   | 3   | 7   | 1   | 561    |
| 4    | data-sort-value="Gough, Alex @Rennrodlerin"\| Alex Gough | Kanada             | 3   | 3   | 4   | –   | 4   | 5   | 6   | 3   | 6   | 485    |
| 5    | Tatjana Iwanowa                                          | Russland           | 7   | 6   | 6   | 1   | 11  | 11  | 5   | –   | 4   | 429    |
| 6    | Julia Clukey                                             | Vereinigte Staaten | 6   | 21  | 22  | 10  | 6   | 6   | 7   | 2   | 10  | 392    |
| 7    | Erin Hamlin                                              | Vereinigte Staaten | 11  | 11  | 7   | 6   | 10  | 7   | 15  | 5   | 7   | 373    |
| 8    | Sandra Gasparini                                         | Italien            | 15  | 7   | 9   | 8   | 14  | 9   | 8   | 10  | 13  | 328    |
| 9    | Nina Reithmayer                                          | Österreich         | 9   | 10  | 8   | 7   | 7   | 8   | 14  | 16  | 20  | 325    |
| 10   | Martina Kocher                                           | Schweiz            | 16  | 14  | 14  | 11  | 9   | 12  | 18  | 11  | 16  | 268    |

### Weltcupstand im Einsitzer der Männer
| Rang | Name                | Land        | IGL | KÖN | ALT | SIG | KÖN | OBE | WIN | LAP | SOT | Punkte |
| ---- | ------------------- | ----------- | --- | --- | --- | --- | --- | --- | --- | --- | --- | ------ |
| 1    | Felix Loch          | Deutschland | 1   | 2   | 1   | 3   | 4   | 1   | 2   | –   | 6   | 650    |
| 2    | Andi Langenhan      | Deutschland | 4   | 1   | 2   | 5   | 6   | 2   | 6   | 14  | 1   | 613    |
| 3    | David Möller        | Deutschland | 2   | 3   | 8   | 7   | 1   | 5   | 1   | 9   | 3   | 607    |
| 4    | Armin Zöggeler      | Italien     | 9   | 5   | 4   | 2   | 7   | 11  | 3   | 1   | 4   | 549    |
| 5    | Albert Demtschenko  | Russland    | 8   | 4   | 5   | 1   | 2   | 6   | 9   | –   | 2   | 516    |
| 6    | Johannes Ludwig     | Deutschland | 3   | 8   | 3   | 4   | 9   | 3   | 5   | 13  | 7   | 482    |
| 7    | Dominik Fischnaller | Italien     | 12  | 6   | 10  | 12  | 3   | –   | –   | 2   | 15  | 331    |
| 8    | David Mair          | Italien     | 22  | 12  | 9   | 13  | 12  | 16  | 7   | 3   | 24  | 310    |
| 9    | Daniel Pfister      | Österreich  | 19  | 10  | 12  | 22  | 8   | 17  | 12  | 12  | 8   | 281    |
| 10   | Manuel Pfister      | Österreich  | 6   | 9   | DNS | 6   | 14  | 13  | 11  | 17  | 18  | 278    |

### Weltcupstand im Doppelsitzer der Männer
| Rang | Name                                         | Land               | IGL | KÖN | ALT | SIG | KÖN | OBE | WIN | LAP | SOT | Punkte |
| ---- | -------------------------------------------- | ------------------ | --- | --- | --- | --- | --- | --- | --- | --- | --- | ------ |
| 1    | Tobias Wendl Tobias Arlt                     | Deutschland        | 1   | 1   | 1   | 1   | 1   | 2   | 8   | 1   | 1   | 827    |
| 2    | Toni Eggert Sascha Benecken                  | Deutschland        | 2   | 2   | 3   | 8   | 2   | 1   | 2   | 7   | 13  | 628    |
| 3    | Peter Penz Georg Fischler                    | Österreich         | 3   | 4   | 2   | 2   | 3   | 3   | DNS | 2   | 2   | 610    |
| 4    | Andreas Linger Wolfgang Linger               | Österreich         | 4   | 3   | 5   | 5   | 7   | 5   | 1   | 5   | 15  | 522    |
| 5    | Christian Oberstolz Patrick Gruber           | Italien            | 5   | 5   | 7   | 3   | 8   | 4   | 3   | 3   | 6   | 518    |
| 6    | Juris Šics Andris Šics                       | Lettland           | 9   | 18  | 9   | 4   | 4   | 11  | 5   | 11  | 3   | 414    |
| 7    | Ludwig Rieder Patrick Rastner                | Italien            | 6   | 10  | 8   | 13  | 5   | 8   | 4   | 14  | 5   | 398    |
| 8    | Tristan Walker Justin Snith                  | Kanada             | 7   | 7   | 6   | –   | 6   | DNS | 9   | 4   | 4   | 351    |
| 9    | Hans Peter Fischnaller Patrick Schwienbacher | Italien            | 16  | 9   | 11  | 11  | 9   | 9   | 10  | 10  | 9   | 321    |
| 10   | Matthew Mortensen Preston Griffall           | Vereinigte Staaten | 10  | 11  | 13  | 12  | 16  | 17  | 11  | 6   | 17  | 289    |

### Mannschaftswettbewerb
| Rang | Land               | IGL | ALT | SIG | KÖN | LAP | SOT | Punkte |
| ---- | ------------------ | --- | --- | --- | --- | --- | --- | ------ |
| 1    | Deutschland        | 1   | 1   | 1   | 1   | 1   | 1   | 600    |
| 2    | Italien            | 3   | 4   | 2   | 6   | 3   | 7   | 381    |
| 3    | Vereinigte Staaten | 7   | 5   | 5   | 5   | 2   | 5   | 351    |
| 4    | Kanada             | 2   | 7   | –   | 2   | 4   | 3   | 346    |
| 5    | Russland           | 5   | 3   | 3   | 7   | –   | 2   | 326    |
| 6    | Österreich         | 4   | 2   | DNF | 3   | 6   | 6   | 315    |
| 7    | Lettland           | 6   | 6   | 4   | 4   | DNF | 4   | 280    |
| 8    | Rumänien           | 9   | 9   | DNS | 8   | 5   | 11  | 209    |
| 9    | Polen              | 10  | 10  | 6   | 9   | –   | 10  | 197    |
| 10   | Slowakei           | –   | 8   | DNF | DNF | 7   | 8   | 130    |